# Cintegabelle
Cintegabelle är en kommun i departementet Haute-Garonne i regionen Occitanien i södra Frankrike. Kommunen ligger i kantonen Cintegabelle som tillhör arrondissementet Muret. År 2022 hade Cintegabelle 2 994 invånare.

## Befolkningsutveckling
Antalet invånare i kommunen Cintegabelle
Referens:INSEE